# Нуриллаев, Сардор Ильхамович
Сардор Ильхамович Нуриллаев (узб. Sardor Ilhomovich Nurillayev; род. 12 ноября 1994, Самарканд) — узбекский дзюдоист, выступающий в весовой категории до 66 килограммов. Участник Олимпийских игр.

## Биография
Сардор Нуриллаев родился 12 ноября 1994 года в Самарканде. Его младший брат Кемран также выступает за Узбекистан в соревнованиях по дзюдо и выступал на чемпионате мира 2021 года в Будапеште.

## Карьера
На Гран-при в Ташкенте в 2016 году Сардор Нуриллаев добрался до матча за бронзу, но уступил и занял пятое место.
В 2017 году участвовал на чемпионате Азии в Гонконге, где также добрался до медального матча, но проиграв, стал пятым. В том же году на Гран-при в Ташкенте в октбяре занял третье место.
В 2018 году вышел в финал на Гран-при в Узбекистане, но проиграл и стал вторым.
На Гран-при в Тель-Авиве в январе 2019 года Сардор Нуриллаев занял пятое место. В марте в Марракеше он завоевал золото Гран-при. В апреле добрался до четвертьфинала на Азиатско-Тихоокеанском чемпионате. В сентябре завоевал бронзу на Гран-при в Ташкенте.
На турнире Большого шлема в Венгрии 2020 года стал пятым, уступив в матче за бронзу.
В начале 2021 года участвовал в трёх турнирах Большого шлема, выиграв при этом соревнования в Тбилиси и завоевал бронзовые медали в Ташкенте и Тель-Авиве. Также выиграл золото на чемпионате Азии и Океании в Бишкеке.
На Олимпийских играх 2020 года в Токио, которые из-за пандемии были перенесены на 2021 год, Нуриллаев в первом же раунде проиграл молдаванину Денису Виеру.